# Moby Corse
Dana Anglia var det velkendte navn for en cruisefærge bygget på Aalborg Værft til DFDS Seaways, som indsatte den som Englands-færge på ruten Esbjerg-Harwich. Her sejlede den 1978-2002, kun afbrudt af en kortvarig udlejning til Sealink (en) i 1987 og en tre-måneders afløserperiode på København-Oslo-ruten, da MS " Dana Gloria", senere MS" King of Scandinavia", blev forlænget. Færgen omdøbtes 2002 til Duke of Scandinavia for at sejle mellem København og Gdańsk i Polen.
I 2003 indsatte DFDS færgen mellem Newcastle i England og IJmuiden (nl) i Holland.
I 2006 omdøbtes færgen til Pont l'Abbé og sejlede mellem Frankrig og England på ruterne Cherbourg-Portsmouth og Roscoff (fr)-Plymouth for Brittany Ferries (en), som 2007 købte den.
Et års tid var færgen lagt op i Saint-Nazaire og solgtes 2009 til italienske Moby Lines (en), som omdøbte den til Moby Corse, der 2010 indsatte den på ruten mellem sydfranske Toulon og Bastia på Korsika.
I oktober 2014 kom skibet tilbage til Esbjerg, hvor det i 7 måneder skal bruges som hotelskib i forbindelse med opførelsen af havmølleparken Butendiek ved øen Sild. I sommeren 2025 blev skibet oplagt i Napoli, hvor det afventer at blive bugseret til Aliaga, Tyrkiet, til ophugning.[kilde mangler]

## Faciliteter ombord
Efter DFDS-tiden er kun meget lidt ændret ombord af Brittany Ferries, men Moby Lines har givet den en opsigtsvækkende bemaling i stil med sine andre skibe.
- La Brasserie (Brasserie/a la Carte Restaurant) - dæk 7
- Le Café - dæk 7
- Admiral Bar (Piano Bar) - dæk 7
- Colombus Bar - dæk 7
- Sea Shop - dæk 7
- Legerum for børn - dæk 7
- Sky bar (forfriskninger og is)
- 400 kahytter på dæk 2, 3, 6 og 8. (luksus, 2 og 4 sengs standard og couchetter)
- den tidligere chauffør-lounge på dæk 7 indrettedes 2006 med hvilestole

## Hændelser
Skibsreder Knud Lauritzen døde 7. maj 1978 ombord.
I 1982-83 optoges 2. og 3. sæson af BBC's sæbeopera Triangle ombord på Dana Anglia og i 1989 deltog skibet i en episode af komedieserien Birds of a Feather.
I 1990 skete en arbejdsulykke i maskinrummet mens skibet var på værft i  Gdańsk, hvorved en mekaniker blev skoldet på hænderne.

## Eksterne links
- Moby Corse (ex. Dana Anglia) - faergelejet.dk
- Dana Anglia - faergejournalen.dk
- M/S Dana Anglia (Webside ikke længere tilgængelig) - kwmosgaard.dk
- Dana Anglia -jmarcussen.dk
- M/F Moby Corse - ferry-site.dk
- Dana Anglia - simplonpc.co.uk
- Dana Anglia Arkiveret 5. marts 2016 hos  Wayback Machine - wellandcanal.ca
- M/S Dana Anglia Arkiveret 6. oktober 2014 hos  Wayback Machine - faktaomfartyg.se
- Dana Anglia Arkiveret 13. februar 2022 hos  Wayback Machine (Difko) - vimu.info
- Dana-Polski i smult vande (Webside ikke længere tilgængelig) - masterpiece.dk 24. juli 2002
- Duke of Scandinavia - Youtube 2005
- m/s Duke of Scandinavia 1978 (2000-2006) Arkiveret 4. april 2017 hos  Wayback Machine - stegro.nl
- Duke of Scandinavia - castlesoftheseas.nl
- Official Onboard Guide PDF - brittanyferries.co.uk
- IMO 7615414 - shipspotting.com
- Moby Corse Arkiveret 20. september 2014 hos  Wayback Machine - marinetraffic.com
- Moby Corse - vesselfinder.com
- Moby Corse - fleetphoto.ru
- Moby Corse Arkiveret 5. februar 2015 hos  Wayback Machine - ajaccio-marine.fr
- Moby Corse - naviecapitani.it
- Le Pont l'Abbé devient Moby Corse à Brest, décembre 2009 - marine-marchande.net
- Pont l’Abbé ⇒ Moby Corse - hhvferry.com
- Dana Anglia sejler nu i Middelhavet - maritimedanmark.dk 21. sep. 2010
- Still alive & kicking seniors - dfdsconnects.com 22. maj 2013
- Dana Anglia tilbage i sin hjemhavn Arkiveret 3. januar 2022 hos  Wayback Machine TV Syd 23. sep. 2014

1. ↑  Arbejdsulykke den 22. januar 2000 (Webside ikke længere tilgængelig) - Søfartsstyrelsen